# 黃慧君
黃慧君（英語：Ahfa Wong Wai Kwan；1972年9月8日—），綽號花姐，香港電視監製，現為ViuTV電視節目監製，並兼任由該台出道的兩個男子音樂團體「MIRROR」 及 「ERROR」的經理人。代表作品包括ViuTV選秀節目《Good Night Show 全民造星》、《全民造星II》、《全民造星III》以及《全民造星IV》。

## 簡歷
1992年，黃慧君中七畢業前曾在電視直銷節目「周創發購物熱線」當暑期工，擔任助理編導（Production Assistant，即PA），原本希望中七畢業後報讀大學社工系，但因放榜成績不如理想於是放棄升學，繼續留在廣告公司工作。其後她漸漸覺得廣告公司工作無前途，於是到無綫電視（TVB）應徵剪接師，因人手不足被安排至音樂節目《勁歌金曲》擔任助理編導，一年後升為導演，曾參與過《翡翠歌星賀台慶》、《香港小姐競選》、《新秀歌唱大賽》等大型節目製作，亦擔任不少歌曲的TVB版本MV導演。
2005年，黃慧君从工作了十三年的無綫電視離職，曾追随兒時夢想做了一個月的便利店收銀員，又擔任演唱會監製，後輾轉回到電視行業，在TVB前上司金廣誠邀請下加入Now TV。2016年，随ViuTV開台轉入ViuTV工作，更一躍而升成為監製。任職ViuTV監製期間，負責《慳D啦Honey》及《脫獨工程》等真人秀的監製工作。
2018年，ViuTV選秀節目《Good Night Show 全民造星》首播，監製黃慧君因節目中的「火爆」形象令觀眾留下深刻印象，其後更兼任由參賽者組成的新男團「MIRROR」 及 「ERROR」的經理人。
2022年，在MIRROR演唱會中, 因演出發生多次安全問題而重新擔任演唱會監製一職。

## 作品

### TVB節目
- 《勁歌金曲》

### 導演
- 謝霆鋒《遊樂場》MV

### ViuTV節目
| 年份                     | 節目名稱                |
| ------------------------ | ----------------------- |
| 2016                     | 慳D啦Honey              |
| 2016                     | 脫獨工程                |
| 2016                     | 晚吹—真PK               |
| 2017                     |                         |
| 胸x計                    |                         |
| 譚校長·談欣賞            |                         |
| 林說金曲                 |                         |
| 真PK Trip                |                         |
| 歌度有…系列              |                         |
| 2018                     |                         |
| 胖伴                     |                         |
| Good Night Show 全民造星 |                         |
| 2019                     | ERROR金豬賀歲暨花姐巡遊 |
| 2019                     | 花姐ERROR遊             |
| 2019                     | 花姐ERROR遊2            |
| 2019                     | 全民造星II              |
| 2020                     | 全民造星III             |
| 2021                     | 調教你MIRROR            |
| 2021                     | 直播王                  |
| 2021                     | ViuTV 2022              |
| 2021                     | 全民造星IV              |
| 2022                     | 季前賽                  |

### 電影
| 年份 | 名稱     | 角色       | 備註     |
| ---- | -------- | ---------- | -------- |
| 2023 | 流水落花 | 士多老闆娘 | 特別演出 |

## 廣告
- 2020年：天星銀行[9]
- 2021年：譚仔三哥[10]

## 外部連結
- 黃慧君的Instagram帳戶